# Winchester (Missouri)
Winchester – miasto w Stanach Zjednoczonych, w stanie Missouri, w hrabstwie St. Louis.